# Senatobia
Senatobia es una ciudad del Condado de Tate, Misisipi, Estados Unidos. Según el censo de 2000 tenía una población de 6.682 habitantes y una densidad de población de 240.0 hab/km².

## Demografía
Según el censo de 2000, había 6.682 personas, 2.137 hogares y 1.498 familias residiendo en la localidad. La densidad de población era de 240,0 hab./km². Había 2.239 viviendas con una densidad media de 80,4 viviendas/km². El 68,03% de los habitantes eran blancos, el 30,51% afroamericanos, el 0,12% amerindios, el 0,22% asiáticos, el 0,15% isleños del Pacífico, el 0,24% de otras razas y el 0,72% pertenecía a dos o más razas. El 0,85% de la población eran hispanos o latinos de cualquier raza.
Según el censo, de los 2.137 hogares en el 38,3% había menores de 18 años, el 47,4% pertenecía a parejas casadas, el 19,4% tenía a una mujer como cabeza de familia y el 29,9% no eran familias. El 26,6% de los hogares estaba compuesto por un único individuo y el 12,5% pertenecía a alguien mayor de 65 años viviendo solo. El tamaño promedio de los hogares era de 2,60 personas y el de las familias de 3,15.
La población estaba distribuida en un 24,8% de habitantes menores de 18 años, un 20,1% entre 18 y 24 años, un 26,0% de 25 a 44, un 17,1% de 45 a 64 y un 11,9% de 65 años o mayores. La media de edad era 29 años. Por cada 100 mujeres había 89,1 hombres. Por cada 100 mujeres de 18 años o más, había 85,4 hombres.
Los ingresos medios por hogar en la localidad eran de 33.698 dólares ($) y los ingresos medios por familia eran 43.088 $. Los hombres tenían unos ingresos medios de 34.022 $ frente a los 22.000 $ para las mujeres. La renta per cápita para la ciudad era de 16.434 $. El 17,7% de la población y el 13,0% de las familias estaban por debajo del umbral de pobreza. El 21,3% de los menores de 18 años y el 18,5% de los habitantes de 65 años o más vivían por debajo del umbral de pobreza.

## Geografía
Según la Oficina del Censo de los Estados Unidos, Senatobia tiene un área total de 27,9 km² de los cuales 27,8 km² corresponden a tierra firme y 0,1 km² a agua. El porcentaje total de superficie con agua es 0,28%.